# Kemama
Kemama è un singolo del cantante ceco Benny Cristo, pubblicato il 20 gennaio 2020 su etichetta discografica Black Different. Il brano è scritto dallo stesso cantante con Osama Verse-Atile, Charles Sarpong e Rudy Ray.
Il 3 febbraio 2020 con Kemama Benny Cristo ha vinto Eurovision Song CZ, la selezione ceca per l'Eurovision Song Contest 2020, diventando il rappresentante eurovisivo nazionale. È stato il secondo più votato dalla giuria e il preferito dal pubblico ceco. Il successivo 10 marzo è stata pubblicata la versione eurovisiva del brano, leggermente modificata rispetto a quella originale.

## Tracce
1. Kemama – 3:00